# Capella de Maria Auxiliadora
Capella de Maria Auxiliadora és una obra eclèctica d'Alella (Maresme) protegida com a Bé Cultural d'Interès Local.

## Descripció
Element urbà de tipus religiós.
Petita capella situada al camí del Bosquet i formada per una petita cupuleta amb volta de mitja taronja que allotja una imatge de la Mare de Déu amb l'Infant Jesús als braços, ambdós coronats. La cúpula és sostinguda per quatre columnetes de tipus clàssic amb capitells decorats amb elements vegetals i aixecats sobre petits plints quadrats. A la part inferior sembla que hi ha una part afegida posteriorment, la continuació d'aquests petits plints en quatre pilars construïts amb totxo. La Mare de Déu s'eleva sobre una columna estriada de tipus clàssic.